# Winthrop M. Crane
Winthrop Murray Crane (23 avril 1853 - 2 octobre 1920) est un homme politique américain.

## Biographie
Au cours des années 1890, il devient de plus en plus actif dans l'action politique du parti républicain et est pendant 20 ans une figure dominante du milieu politique du Massachusetts. Il siège à plusieurs reprises au Comité national républicain et est élu lieutenant-gouverneur du Massachusetts de 1896 à 1899; puis gouverneur de l'État de 1900 à 1903. En 1904, son successeur, John L. Bates, le nomme à un siège vacant au Sénat des États-Unis, qu'il occupe jusqu'en 1913.
Crane est un conseiller des présidents Theodore Roosevelt et William Howard Taft, et est mentor politique de Calvin Coolidge. 